# Crotalaria holosericea
Crotalaria holosericea är en ärtväxtart som beskrevs av Christian Gottfried Daniel Nees von Esenbeck och Carl Friedrich Philipp von Martius. Crotalaria holosericea ingår i släktet sunnhampor, och familjen ärtväxter. Inga underarter finns listade i Catalogue of Life.